# Gordon Blakeway
Gordon Stuart Blakeway, conegut com a Gordon Blakeway   (Stockton-on-Tees, 1935) és un antic pilot de motociclisme anglès que va destacar en competicions de trial, motocròs i enduro durant les dècades del 1950 i 1960, quan esdevingué un dels principals especialistes en fora d'asfalt britànics. Al llarg de la seva carrera va formar part dels equips oficials d'alguns dels principals fabricants anglesos (Ariel, Triumph i AMC) i va ser seleccionat diverses vegades per a integrar la selecció britànica als Sis Dies Internacionals (ISDT), on va arribar a obtenir quatre medalles d'or.

## Biografia
Fill d'un dels fundadors del motoclub de Stockton-on-Tees, al comtat de Durham, Gordon Blakeway va viure a casa l'ambient del motociclisme des de ben petit. El 1952, en fer 16 anys, es va comprar una BSA Bantam 125 de segona mà amb la qual va disputar la seva primera prova, un trial local, on va ser el millor debutant. El 1953 es va canviar la BSA per una James de 197 cc, més competitiva, i a finals de 1955 se la va tornar a canviar per una BSA Gold Star de 500 cc, amb la qual va obtenir la victòria individual a l'Inter Centre Team Trial el 1956. Gràcies a aquest èxit, Ariel el va fitxar per a la temporada de 1957 i entrà al seu equip oficial, format també per Ron Langston i Sammy Miller. A Blakeway li van assignar l'Ariel HT5 de 500 cc amb número de matrícula GOV 131, mentre que Langston duia la GOV 130 i Miller la que anys a venir va esdevenir mundialment famosa, la GOV 132.
El 1958, l'equip d'Ariel va ser pràcticament invencible i va guanyar vuit premis per equips a les principals proves de trial britàniques, alguns d'ells, com ara l'Allan Jefferies Trophy Trial, amb el nom de 'G S Blakeway' com a guanyador individual (Premier Award). Blakeway no es va limitar al trial, sinó que va destacar també en curses de velocitat i motocròs (d'aquesta segona modalitat en va guanyar, per exemple, el Campionat de Yorkshire), a més d'aconseguir la seva primera medalla d'or als Sis Dies Internacionals (ISDT), celebrats a Garmisch-Partenkirchen. A finals de 1959, quan Ariel va abandonar les competicions, Blakeway va haver de canviar de motocicleta i va passar a competir amb una Triumph Tiger Cub de 199 cc amb la qual va córrer tres temporades. Amb aquesta moto, el 1960 fou segon al British Experts Trial darrere de Bill Wilkinson i guanyà el Trial Internacional de Saint Cucufa, a Rueil-Malmaison (prop de París). El 1961 fou quart als Sis Dies d'Escòcia de Trial, una plaça que estigué a punt de millorar el 1962, però patí una caiguda el sisè dia mentre anava en tercera posició de la general.
Malgrat competir en trial amb Triumph, Blakeway seguia pilotant l'Ariel HS 500 en curses de motocròs, tant al Regne Unit com al continent, fins que Triumph li proporcionà una moto de 500 cc com les que havien pilotat els altres oficials de la marca Johnny Giles, Roy Peplow i Ken Heanes. El seu millor resultat en un Gran Premi de motocròs l'assolí durant la temporada de 1961, quan acabà quart al Gran Premi d'Alemanya de 500cc darrere de Sten Lundin, Bill Nilsson i Broer Dirkx. La temporada del 1962 acabà cinquè al Gran Premi de Gran Bretanya de 500cc, celebrat a Hawkstone Park (una cursa que guanyà Rolf Tibblin). Pel que fa a l'enduro, durant la seva etapa a Triumph, Blakeway formà part en diverses ocasions del combinat britànic als ISDT tot pilotant-hi les bicilíndriques de 500 cc de la marca. El 1961, a Llandrindod Wells (Gal·les), hi obtingué una altra medalla d'or i fou el pilot britànic que més bonificacions va acumular. El 1962, però, a Garmisch-Partenkirchen Triumph li va proporcionar una bicilíndrica de 350 cc gens competitiva amb la qual no va poder ni acabar els Sis Dies. Arran d'això, Gordon Blakeway va decidir abandonar l'equip d'aquesta marca.
Coincidint amb la sortida de Triumph de Blakeway, un altre Gordon, en aquest cas Jackson, va anunciar la retirada i el director de curses d'AMC, Hugh Viney, li va oferir al primer la vacant que deixava Jackson a l'equip. Blakeway va heretar l'AJS 187 BLF amb què Gordon Jackson havia guanyat els Sis Dies d'Escòcia el 1961, tot i que amb un nou motor. A l'equip d'AJS hi havia també Mick Andrews i Gordon McLaughlin. Amb l'AJS aconseguí la victòria per equips als Sis Dies d'Escòcia de 1963 i una altra medalla d'or als ISDT de 1964, celebrats a Erfurt (RDA). Durant el 1965, AMC entrà en crisi i va dissoldre els seus equips oficials. Blakeway li va comprar a l'empresa la seva famosa AJS 187 BLF per molt bon preu i va passar a competir amb una de les primeres Bultaco Sherpa T venudes a Anglaterra, amb la qual encara fou tercer a la ronda de Saint Cucufa de la Challenge Henry Groutards de 1966, darrere de Sammy Miller i Don Smith. A finals d'aquella temporada, Gordon Blakeway es va retirar de les competicions a causa d'una lesió que arrossegava de la seva època al motocròs. Des d'aleshores es va dedicar en exclusiva al negoci d'horticultura dels seus pares.

## Resultats al Campionat britànic de trial
Font:
| Any  | Motocicleta | Posició |
| ---- | ----------- | ------- |
| 1958 | Ariel       | 5è      |
| 1959 | Ariel       | 10è     |
| 1960 | Triumph     | 6è      |
| 1961 | Triumph     | 7è      |
| 1962 | Triumph     | ?       |
| 1963 | AJS         | 8è      |